# Notonychopidae
Notonychopidae é uma família de litopternos da ordem Litopterna. Soria, inicialmente descreveu a família com um único gênero, o Notonychops, posteriormente novos fósseis foram sendo descobertos e outros gêneros passaram a fazer parte dessa família.

## Classificação
Família Notonychopidae
- Gênero Notonychops Soria, 1989
  - Notonychops powelli Soria, 1989
- Gênero Requisia Bonaparte e Morales, 1997
  - Requisia vidmari Bonaparte e Morales, 1997
- Gênero Wainka Simpson, 1935
  - Wainka tshotshe Simpson, 1935